# Deisswil bei Münchenbuchsee
Deisswil bei Münchenbuchsee är en ort och kommun i distriktet Bern-Mittelland i kantonen Bern, Schweiz. Kommunen har 86 invånare (2023).